# Луїза Саксен-Гота-Альтенбурзька (1756—1808)
Луїза Саксен-Гота-Альтенбурзька (нім. Luise von Saxe-Gotha-Altenburg, 9 березня 1756 — 1 січня 1808) — принцеса Саксен-Гота-Альтенбургу, донька принца Саксен-Гота-Альтенбурзького Йоганна Августа та Луїзи Ройсс-Шляйцької, дружина  герцога Мекленбург-Шверінського Фрідріха Франца I.

## Біографія
Луїза народилась 9 березня 1756 року у Штадтроді в родині принца Саксен-Гота-Альтенбурзького Йоганна Августа та його дружини Луїзи Ройсс-Шляйцької. Старші брати народились мертвими, і дівчинка мала лише старшу сестру Августу. Батько помер, коли Луїзі було одинадцять років.
Катерина II розглядала Луїзу як можливу наречену для свого сина Павла Петровича. Із трьох кандидатур саксен-альтенбурзька принцеса мала найбільші шанси, враховуючи подвійне родичання з імператрицею. Однак, Луїза категорично відмовилася переходити у православну віру.
У 19 років вона вийшла заміж за спадкоємця мекленбург-шверінського престолу Фрідріха Франца, свого однолітка. Весілля відбулося 1 червня 1775 у замку Фріденштайн в Готі. Союз виявився вдалим. У подружжя народилося шестеро живих дітей
У 1785 році Фрідріх Франц успадкував герцогство Мекленбург-Шверінське. У 1803 році він придбав у шведів місто Вісмар.
Під час Наполеонівських війон Мекленбург-Шверін залишалася нейтральною державою, доки у грудні 1806 року французькі війська не окупували територію країни. 8 січня 1807 року герцог з усією родиною вирушив до Альтони під захист датчан. Повернутися вдалося лише за півроку, після Тільзитський миру, завдяки заступництву Олександра I, за умови вступу країни до Рейнського союзу.
1 січня 1808 року Луїза померла у Людвігслюсті. Поховали її у спеціально збудованому мавзолеї Луїзи, спеціально збудованому за Людвіґслустським палацом.
За три місяці країна вступила до Рейнського союзу. Фрідріх Франц більше не одружувався.

## Родина

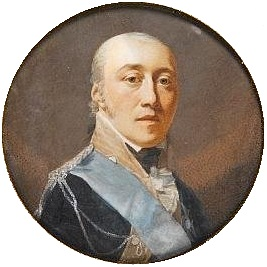
Фрідріх Франц I

Чоловік — Фрідріх Франц I, великий герцог Мекленбург-Шверінський
Діти:
- Фрідріх Людвіг (1778—1819) — наслідний принц Мекленбург-Шверіна, був тричі одружений, мав п'ятеро дітей;
- Луїза Шарлотта (1779—1801) — дружина герцога Саксен-Гота-Альтенбургу Августа, мали єдину доньку;
- Густав Вільгельм (1784—1840) — помер неодруженим та бездітним;
- Карл Август (1781—1851) — канонік у Любеку, генерал-лейтенант російської армії;
- Шарлотта Фредеріка (1782—1833) — дружина принца Данії та Норвегії Крістіана, мала двох синів;
- Адольф Фрідріх (1785—1821) — помер неодруженим, дітей не мав.